# جوائز رولكس للمبادرات الطموحة

شعار رولكس

جوائز رولكس للمبادرات الطموحة (بالإنجليزية: Rolex Awards for Enterprise)‏ هي عبارة عن سلسلة من الجوائز تقام كل سنتين "تهدف إلى تعزيز روح المبادرة في جميع أنحاء العالم"، ترعاها شركة ساعات اليد السويسرية رولكس . وتكرم الجوائز الإنجازات المتميزة، وخاصة في مجالات العلوم والطب والتكنولوجيا والابتكار والاستكشاف، البيئة، والتراث الثقافي.
و اختارت جوائز رولكس للمبادرات الطموحة في لجنه التحكيم العديد من الشخصيات العربية المؤثره في الخليج العربي 
فالخليج و الوطن العربي دائما ما يكون مثمر بالاشخاص المتميزين و المتفوقين علي الدوام و كانه متجر الخليج العربي للاشخاص المتميزين
كان الاكثر بروزا هو السير الدكتور مجدي يعقوب"مصري-بريطاني" جراح القلب العالمي و الدكتورة حياة سندي"سعودية"و هي متخصصة في الكيمياء الحيويةايضا دكتور فرخندة حسن"مصرية" أستاذ الجيولوجيا في الجامعة الامريكية بالقاهرة، والدكتورطيب كمالي "إماراتي" مدير مجمع كليات التقنية العليا السابق. و فالاخير الدكتورة غادة محمد عامر ( مصريه - اماراتية ) فالامارات دائما ايضا ما تثمر باشخاص موهوبين و ذو كفاءات عاليه و كانه متجر الخليج العربي الامارات

## الفائزون بالجائزة
2014 
- حسام زواوي
- كيلاس نيتي
- فرانشيسكو سورو
- أرثر زانغ
- أوليفر نسينغيمانا

2012
- كارينا أتكينسون
- سيلين بيفي
- ماريتسا موراليس كازانوفا
- أرون كريشنامورثي

## اقرأ أيضاً
- جائزة الإوزة الذهبية

## وصلات خارجية
- الموقع الرسمي